# Creech St Michael
Creech St Michael, även skrivet Creech St. Michael, är en ort och civil parish i Storbritannien.   Den ligger i grevskapet Somerset och riksdelen England, i den södra delen av landet, 210 km väster om huvudstaden London. Creech St Michael ligger 11 meter över havet och antalet invånare är 1 795.
Terrängen runt Creech St Michael är platt österut, men västerut är den kuperad. Runt Creech St Michael är det ganska tätbefolkat, med 160 invånare per kvadratkilometer. Närmaste större samhälle är Taunton, 4,6 km väster om Creech St Michael. Trakten runt Creech St Michael består till största delen av jordbruksmark.